# Hageri (wieś)
Hageri – wieś w Estonii, prowincji Rapla, w gminie Kohila.